# WASP-69
WASP-69 — одиночная звезда в созвездии Водолея на расстоянии приблизительно 164 световых лет (около 50,3 парсек) от Солнца. Видимая звёздная величина звезды — +9,87m. Возраст звезды оценивается как около 2 млрд лет.
Вокруг звезды обращается, как минимум, одна планета.

## Характеристики
WASP-69 — оранжевый карлик спектрального класса K5V. Масса — около 0,826 солнечной, радиус — около 0,82 солнечного, светимость — около 0,341 солнечной. Эффективная температура — около 4729 К.

## Планетная система
В 2011 году группой астрономов, работающих в рамках программы SuperWASP, была открыта планета WASP-69 b.